# Семенцево (Грязовецкий район)
Семенцево — деревня в Грязовецком районе Вологодской области.
Входит в состав Ростиловского муниципального образования (с 1 января 2006 года по 9 апреля 2009 года входила в Плосковское муниципальное образование), с точки зрения административно-территориального деления — в Плосковский сельсовет.
Расстояние до районного центра Грязовца по автодороге — 28 км, до центра муниципального образования Ростилово по прямой — 19 км. Ближайшие населённые пункты — Плоское, Аносово, Чупрово.
По переписи 2002 года население — 34 человека (16 мужчин, 18 женщин). Преобладающая национальность — русские (94 %).